# Грицюк, Александр Иосифович
Алекса́ндр Ио́сифович Грицю́к (10 октября 1923, Киев — 14 марта 1990, Киев) — советский клиницист, врач-терапевт-кардиолог, учёный, педагог, доктор медицинских наук, профессор, Заслуженный деятель науки и техники УССР, член-корреспондент Академии медицинских наук СССР, лауреат Государственной премии УССР в области науки и техники (1980).

## Биографические сведения
Родился в семье служащих.
В годы Великой Отечественной войны воевал на фронте, получил ранения — на Первом Белорусском фронте, был командиром взвода. Освобождал Варшаву, был в завершающих боях в Берлине. Награждён орденом Красной Звезды и двумя медалями «За отвагу».
Окончил Киевский медицинский институт (1951).
Александр Иосифович Грицюк был учеником и последователем профессора А. А. Айзенберга. Работая над кандидатской диссертацией, учёный впервые в 1956 г. предложил двойной желудочно-дуоденальный зонд для одновременного изучения желудочной секреции и желчевыделения; разработал метод лечения хронического холецистоангиохолита. Под руководством А. А. Айзенберга воспроизвел экспериментальную модель эндокардита, близкую по патоморфологическими, биохимическими и электрокардиографическими характеристиками эндокардита человека. Использование им кардиоцитотоксичнойсыворотки впервые позволило изучить роль аутосенсибилизации в патогенезе ревматического кардита.
Начиная с 1958 г. А. И. Грицюк проводит всесторонние исследования по физиологии и патологии гемостаза, изучение внутрисосудистого тромбообразования при основных сердечно-сосудистых заболеваниях.
В 1962 г. А. И. Грицюк был командирован в США, где впервые доказал значение скорости фибринолиза в патогенезе тромбообразования (а не только его интенсивности) и впервые описал проактиватор плазминогена быстрого действия — физиологический фактор фибринолитической системы.
В 1966 г. доказал наличие при ревматизме фазовых изменений свертывания крови, их зависимость от превалирования немедленного или замедленного типа аллергии и значение в развитии тромботических и геморрагических осложнений. Результаты изучения патогенетических факторов тромбообразования при ревматических поражениях ССС стали основой для докторской диссертационной работы. Полученные при выполнении настоящей диссертации данные легли в основу монографии «Тромбозы и эмболии при ревматизме» (1973), выдаваемой за рубежом.
В 1967—1970 гг. находился на посту главного терапевта Минздрава УССР.
С 1972 г. — член КПСС.
В 1970—1974 гг. был директором Института кардиологии имени академика Н. Д. Стражеско.
В 1973—1990 гг. заведовал кафедрой госпитальной терапии Киевского медицинского института им. акад А. А. Богомольца
В 1974—1979 гг. — главный ревматолог Минздрава УССР.
В 1978 году при кафедре внутренних болезней № 2 учредил Республиканский и городской ревматологический и кардиологический центры на базе 14-й городской больницы города Киева. В их состав входило отделение стационар и консультативная поликлиника, где лечебно-консультативную работу вели сотрудники кафедры и больницы. Научный потенциал центров усиленный научным подразделением — впервые организована группа клинической кардиологии ЦНИЛ, в будущем НДЛЦ с лабораториями гемостаза и иммунологии. Основные научные направления этих центров были посвящены разработке вопросов патогенеза тромбоэмболических изменений при ССЗ с детализацией участия изменений гемокоагуляционного гемостаза и иммунологической реактивности; совершенствованию профилактики и лечения тромбоэмболических осложнений, совершенствование методов диагностики, лечения и профилактики претромботического и предынфарктного состояния, инфаркта миокарда и его осложнений, нестабильной стенокардии, гипертонической болезни, ревматизма и неревматических миокардитов, СЗСТ, сосудистых поражений различных локализаций.
В 1979 г. А. И. Грицюк первым дал определение гемокоагуляционного гомеостаза как относительного динамического равновесия между прокоагулянтами, антикоагулянтами и фибринолитическими агентами в плазме, элементах крови и сосудистой стенке, простациклин-тромбоксанового баланса. Впервые доказал, что между тромбоцитарными, эритроцитарными и плазменными факторами, а также факторами, их ингибиторами (антипрофакторами, антифакторами) существует обмен и динамическое равновесие, как и между сосудистой стенкой и плазмой крови. Благодаря форменным элементам крови с одной стороны, и сосудистой стенки — с другой, происходит регуляция сохранение крови в жидком состоянии и её свертывания. При ССЗ наблюдаются корректирующие и некорригирующие отдельные звенья гемокоагуляционного гомеостаза, что способны привести к исправлению изменённого баланса или к ещё большему нарушению, при этом возможно возникновение тромботических или геморрагических осложнений.
В 1980 г. А. И. Грицюк получил за разработку и внедрение в широкую медицинскую практику комплекса мероприятий по борьбе с ИМ (инфаркт миокарда) Государственную премию УССР в области науки и техники. Предложил и внедрил индекс тромбофилии, что облегчает диагностику претромботического состояния и определения его активности, распределил больных с различными степенями претромботического состояния, что позволило рекомендовать дифференцированное лечение для профилактики тромботических осложнений. Обосновал значение коронаротромбоза в развитии ИМ. Для ограничения зоны некроза обосновал и применял фибринолитики. Разработал и внедрил метод «управляемой гипокоагуляции крови» при ИМ и прогрессирующей стенокардии. Впервые обосновал и описал переход дробноочагового ИМ в крупноочаговый. Впервые в острый период для уменьшения стрессовых изменений и действия болевого фактора предложил метод перидуральной анестезии.
В 80-х годах А. И. Грицюк с коллективом кафедры на новом уровне продолжал исследовательскую работу в отношении острых форм ишемической болезни сердца и ревматических заболеваний. С использованием инвазивных методов исследования гемодинамики, кардиотопографии, серийного определения активности креатинфосфокиназы были разработаны оригинальные подходы к диагностике и лечению нестабильных форм инфаркта миокарда, предложено новую классификацию кардиогенного шока, обоснована целесообразность использования малых доз блокаторов бета-адренергических рецепторов у больных инфарктом миокарда с умеренной сердечной недостаточностью, восстановлено исследования по изучению патогенеза гипоксии при инфаркте миокарда и системных ревматических заболеваниях, которые позволили разработать объективные критерии прогнозирования, оценки тяжести течения патологического процесса и эффективности лечения. В этот же период было начато применение двухмерной эхокардиографии, различных вариантов электрокардиостимуляции, тромболитической терапии, гемосорбции, постоянной внутривенной инфузии гепарина при инфаркте миокарда. За эти работы сотрудники кафедры неоднократно отмечались дипломами ВДНХ СССР и УССР. Следует отметить, что почти все перечисленные научные разработки выдержали проверку временем и до сих пор применяются в клинической практике. Важным этапом в развитии ревматологического направления исследований стало открытие А. И. Грицюком с соавторами метода редкофазного определения антител в клеточных и тканевых антигенах. Использование этого метода позволило разработать целый ряд новых способов диагностики и дифференциальной диагностики ревматических и нерематичних миокардитов, ревматоидного артрита, системной красной волчанки.
В 1986 г. А. И. Грицюк с сотрудниками усовершенствовал метод иммунологической и энзимологической диагностики как непосредственно некроза мышцы, так и его осложнений (после инфарктного синдрома).
А. И. Грицюк был заместителем председателя Всесоюзного общества ревматологов, членом президиума Всесоюзного научного общества терапевтов, правления Всесоюзного научного общества кардиологов, президиума и бюро президиума ученого совета Минздрава УССР.
Похоронен на Байковом кладбище г. Киева на участке почетных захоронений (№ 52а).
Награды. Награждён орденом «Знак Почета». Заслуженный деятель науки УССР. Лауреат Государственной премии УССР.
Автор более 350 научных работ и 14 монографий, в частности «Инфаркт миокарда» (в соавторстве с Н. А. Гватуа, И. К. Следзевской; 1979), «Клиническое применение гепарина» (1981), «Пособие по кардиологии» (1984), «Воспалительные заболевания сердца» (в соавторстве с В. Т. Чувыкиной, В. И. Щигельским; 1986), «Клиническая ангиология» (1988) и другие.
На здании Национального научного центра «Институт кардиологии имени академика Н. Д. Стражеско» АМН Украины, улица Народного ополчения, 5 установлена мраморная мемориальная доска.